# إلفيرا نابيولينا
إلفيرا ساخيبزادوفنا نابيولينا (بالروسية: Эльвира Сахипзадовна Набиуллина؛ بالتترية: Эльвира Сәхипзәде кызы Нәбиуллина؛ بالبشكيرية: Эльвира Сәхипзада ҡыҙы Нәбиуллина؛ من مواليد 29 أكتوبر 1963) هي خبيرة اقتصادية روسية ورئيسة البنك المركزي الروسي. شَغَلَت منصب المستشار الاقتصادي للرئيس الروسي فلاديمير بوتين بين مايو 2012 إلى يونيو 2013 بعد أن شَغَلَت منصب وزيرة التنمية الاقتصادية والتجارة من سبتمبر 2007 إلى مايو 2012. اعتباراً من 2019، أدرجتها فوربس في المرتبة 53 ضمن أقوى امرأة في العالم.

## حياتها المبكرة والتعليم
ولدت نابيولينا في أوفا، باشكورستان، في 29 أكتوبر 1963 لعائلة تتارية. كان والدها ساخيبزادا سيتزاداييفيتش سائقاً، بينما كانت والدتها زليخة خاماتنوروفنا مديرة في أحد المصانع. تخرجت إلفيرا في المدرسة رقم 31 في أوفا باعتبارها تلميذة ممتازة. وتخرجت في جامعة موسكو الحكومية في 1986. في السنوات اللاحقة، اُختيرت أيضاً ضمن برنامج ييل للزمالة الدولي 2007.

## حياتها المهنية
بين عامي 1991 و1994 عملت نابيولينا في اتحاد العلوم والصناعة في اتحاد الجمهوريات الاشتراكية السوفيتية وخليفته، الاتحاد الروسي للصناعيين ورجال الأعمال. في 1994 انتقلت إلى وزارة التنمية الاقتصادية والتجارة، حيث ترتقت إلى رتبة نائب وزير بحلول 1997؛ تركت الوزارة في 1998. أمضت العامين التاليين في سبير بنك كرئيس تنفيذي له ومع مركز الأبحاث غير الحكومية السابق لوزير التنمية الاقتصادية والتجارة جيرمان جريف، مركز التنمية الاستراتيجية، قبل أن تعود إلى وزارة التنمية الاقتصادية والتجارة كنائب أول في 2000. بين 2003 وتعيينها كوزيرة في سبتمبر 2007، ترأست مركز التنمية الإستراتيجية بالإضافة إلى لجنة استشارية تُحضّر لرئاسة روسيا لمجموعة الدول الثماني جي8 في 2006.
عينها الرئيس الروسي بوتين في منصب وزير التنمية الاقتصادية والتجارة في 24 سبتمبر 2007، لتحل محل جريف. وجدت العمل مع نائب رئيس الوزراء ووزير المالية آنذاك أليكسي كودرين «صعباً ولكنه مثير للاهتمام دائماً» وظلت في هذا المنصب حتى 21 مايو 2012. في 2012، كانت واحدة من ست شخصيات حكومية بارزة رافقت بوتين للعودة إلى إدارة الكرملين بعد انتخاب بوتين رئيساً لروسيا لولاية ثالثة.
في 2013 تعينت نابيولينا رئيساً للبنك المركزي الروسي، لتصبح ثاني امرأة بعد تاتيانا بارامونوفا تشغل هذا المنصب وبالتالي أول امرأة روسية في مجموعة الثماني. في مايو 2014، اختارتها مجلة فوربس كواحدة من أقوى النساء في العالم من قبل مجلة فوربس والتي أشارت إلى أنها «كُلفّت بمهمة صعبة تتمثل في إدارة سعر صرف الروبل خلال الأزمة السياسية في أوكرانيا وتسهيل النمو لاقتصاد يحاول تجنب الركود». في محاولة لوقف انزلاق الروبل، رفع البنك المركزي الروسي، تحت ؤئاستها، أسعار الفائدة مع تحرير سعر الصرف والحفاظ على سقف للتضخم، وبالتالي استقرار النظام المالي وتعزيز ثقة المستثمرين الأجانب. منحتها مجلة يوروموني لقب محافظ البنك المركزي لعام 2015.
وفي 2017، اختارتها مجلة ذا بنكر البريطانية «كأفضل مصرفي مركزي في أوروبا».

## عائلتها
في أواخر الثمانينيات أثناء دراستها في كلية الدراسات العليا بجامعة موسكو الحكومية، تزوجت نابيولينا من المحاضر ياروسلاف كوزمينوف، رئيس الجامعة الوطنية للبحوث المدرسة العليا للاقتصاد حالياً. ولديهما ابن اسمه فاسيلي (ولد في 13 أغسطس 1988)، زميل باحث حالياً في المدرسة العليا للاقتصاد.

## وصلات خارجية
| المناصب السياسية   | المناصب السياسية                                         | المناصب السياسية |
| ------------------ | -------------------------------------------------------- | ---------------- |
| سبقه سيرجي إغناتيف | رئيس البنك المركزي للاتحاد الروسي 24 يونيو 2013 حتى الآن | الحالي           |